# Lekkerterp
Lekkerterp is een terp in de gemeente Heerenveen, in de Nederlandse provincie Friesland. Tot 2014 hoorde de terp bij de gemeente Boornsterhem. Lekkerterp ligt ten zuidwesten van Akkrum en ten zuidoosten van Oldeboorn.
De terp omvat drie woningen en is gelegen aan de Sminiaweg. Deze weg volgt de loop een voormalig zijriviertje van de Boorne. De naam Lekkerterp is dan ook afkomstig van het riviertje: een terp, gelegen aan de Lek oftewel een oude veenstroom.